# Silnice II/185

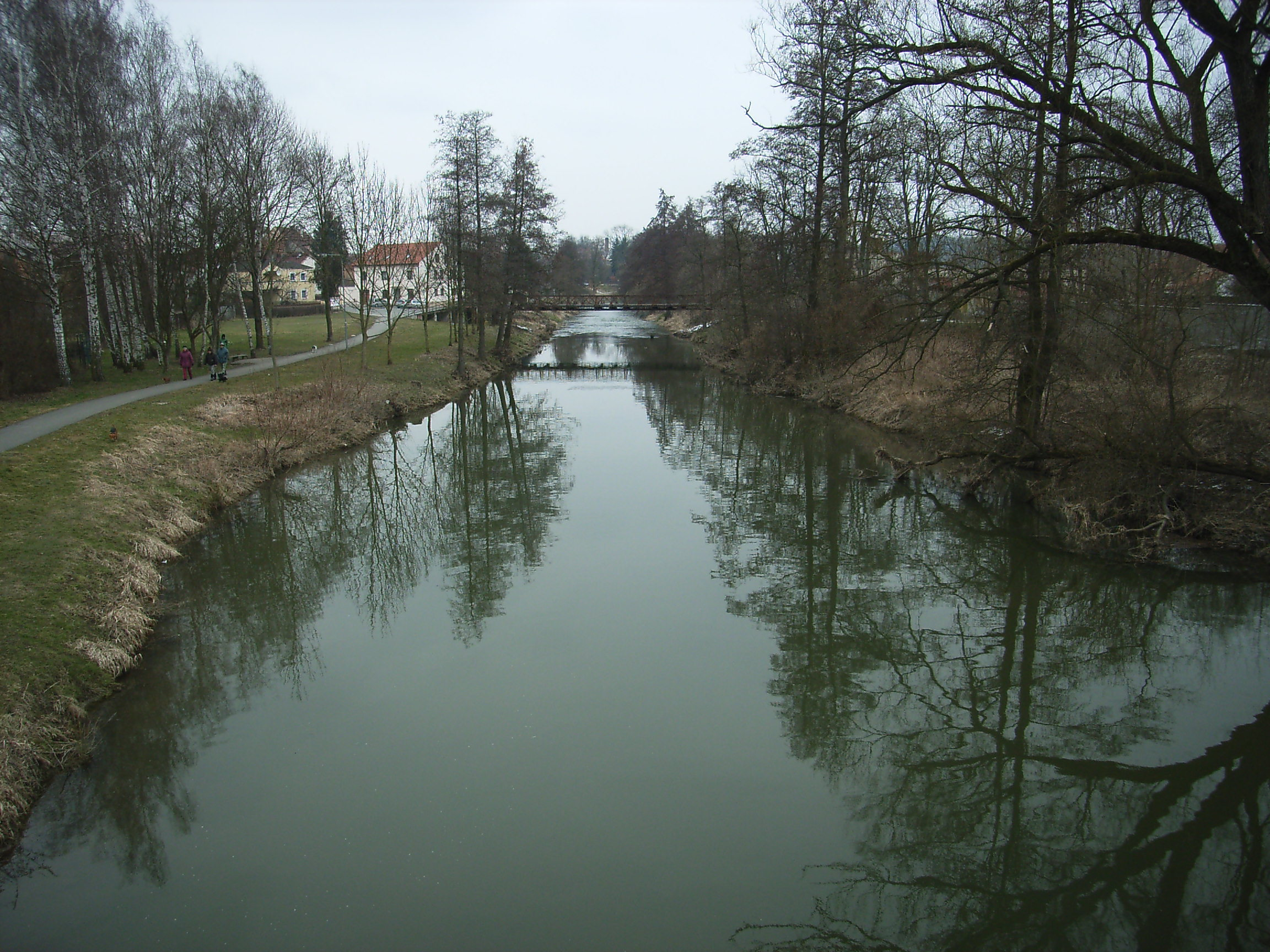
Radbuza – u Staňkova

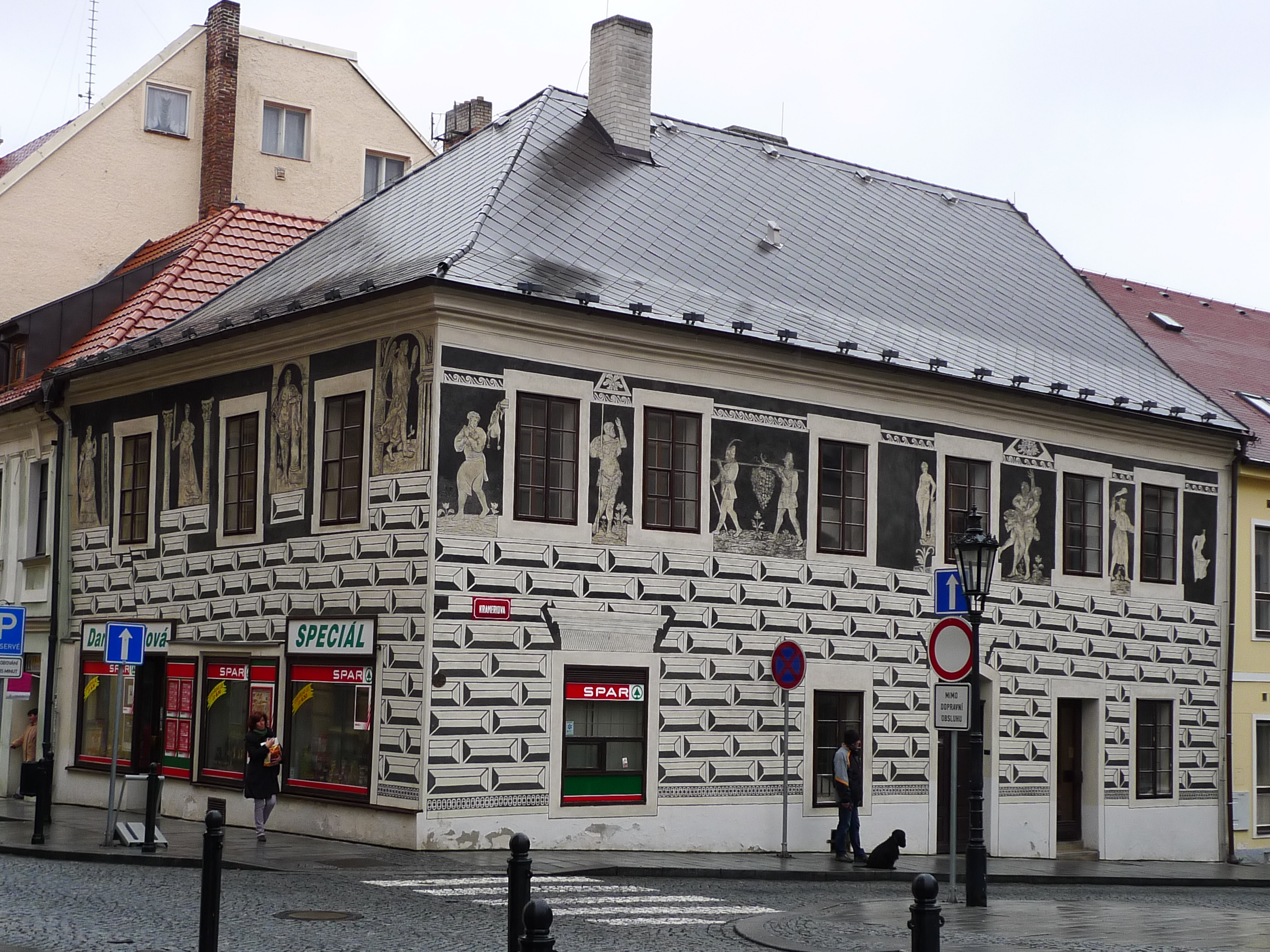
Klatovy – městský dům

Silnice II/185 je komunikace II. třídy v Plzeňském kraji. Spojuje silnici I. třídy I/27 v Klatovech se silnicí I/26 ve Staňkově. Se železnicí se kříží v Klatovech a pak ve Staňkově. Oba přejezdy jsou chráněné. Kromě několika potoků přechází také u Svrčovce přes řeku Úhlavu a pak ve Staňkově přes řeku Radbuzu. Na trase se nachází čerpací stanice pouze v obci Koloveč. V Klatovech a ve Staňkově jsou čerpací stanice mimo trasu. Celková délka této silnice je zhruba 29 km.